# Đập Laxiwa
Đập Laxiwa (tiếng Trung giản thể: 拉西瓦大坝) là một đập vòm trên sông Hoàng Hà ở tỉnh Thanh Hải, tây bắc Trung Quốc. Đập năm cách đập Longyangxia 32 km về phía hạ lưu và 73 km (45 mi) thượng nguồn đập Lijiaxia. Mục đích chính của đập là sản xuất thủy điện. Đập sử dụng 6 tuabin, mỗi tuabin có công suất phát điện là 700 MW, tổng công suất là 4,200 MW.

## Xây dựng
ngày 18 tháng 5 năm 2009, hai máy phát điện đầu tiên của nhà máy điện đã được đưa vào vận hành. Tổng cộng 79.571.000 m3 (2,8100×109 ft khối) đất và đá đã được đào lên từ vị trí đập.